# Arroyo Canelero
Der Arroyo Canelero ist ein Fluss in Uruguay.
Er entspringt auf dem Gebiet des Departamento Tacuarembó in der Cuchilla de la Pampa einige Kilometer südlich von Curtina, nahe dem nordöstlich der Quelle gelegenen Cerro Chato und Rincón de los Machado. Von dort verläuft er in nördliche Richtung, bis er rund zwei Kilometer flussabwärts der Mündung des Arroyo Calengo südöstlich Curtinas als rechtsseitiger Nebenfluss in den Arroyo Malo mündet.